# برایان بیدز
برایان بیدز (انگلیسی: Brian Bades؛ زادهٔ ۳ ژوئیهٔ ۱۹۳۹) بازیکن فوتبال اهل بریتانیا است.